# Sulgen
Sulgen är en ort och kommun i distriktet Weinfelden i kantonen Thurgau, Schweiz. Kommunen har 4 063 invånare (2023).
I kommunen finns förutom Sulgen även orterna Götighofen, Hessenreuti och Donzhausen.